# Copa de Sudán
La Copa de Sudán es una competición de fútbol disputada anualmente en Sudán, el torneo se disputa desde 1963 y es organizada por la Asociación de Fútbol de Sudán.

## Sistema de competición
La disputan 32 clubes con un sistema de eliminación directa, comenzando en dieciseisavos de final, luego octavos, cuartos, semifinales y final.
El equipo campeón obtiene la clasificación a la Copa Confederación de la CAF.

## Palmarés
| Temporada | Campeón                    | Resultado        | Finalista               |
| --------- | -------------------------- | ---------------- | ----------------------- |
| 1963      | Al-Merreikh SC             | –                |                         |
| 1964-1969 | No disputada               | No disputada     | No disputada            |
| 1970      | Al-Merreikh SC             | –                |                         |
| 1971      | Al-Merreikh SC             | –                |                         |
| 1972      | Al-Merreikh SC             | –                |                         |
| 1973      | No disputada               | No disputada     | No disputada            |
| 1974      | Al-Merreikh SC             | –                |                         |
| 1975-1976 | No disputada               | No disputada     | No disputada            |
| 1977      | Al-Hilal Club              | –                |                         |
| 1978      | Al Neel SC                 | –                |                         |
| 1979-1980 | No disputada               | No disputada     | No disputada            |
| 1981      | Hay al-Arab Port Sudan     | –                |                         |
| 1982      | Al-Ahli SC (Wad Medani)    | –                |                         |
| 1983      | Al-Merreikh SC             | –                |                         |
| 1984      | Al-Merreikh SC             | –                |                         |
| 1985      | Al-Merreikh SC             | –                |                         |
| 1986      | Al-Merreikh SC             | –                |                         |
| 1987      | Al-Mourada SC              | –                |                         |
| 1988      | Al-Merreikh SC             | –                |                         |
| 1989      | Al-Mourada SC              | –                |                         |
| 1990      | Al-Ittihad SC (Wad Medani) | –                |                         |
| 1991      | Al-Merreikh SC             | –                |                         |
| 1992      | Al-Merreikh SC             | –                |                         |
| 1993      | Al-Hilal Club              | –                |                         |
| 1994      | Al-Merreikh SC             | –                |                         |
| 1995      | Al-Mourada SC              | –                |                         |
| 1996      | Al-Merreikh SC             | –                |                         |
| 1997      | Al-Mourada SC              | –                |                         |
| 1998      | Al-Hilal Club              | 2–0              | Al-Merreikh SC          |
| 1999      | Al-Mourada SC              | –                |                         |
| 2000      | Al-Hilal Club              | 3–0              | Al-Ahli SC (Wad Medani) |
| 2001      | Al-Merreikh SC             | 1–0              | Al-Mourada SC           |
| 2002      | Al-Hilal Club              | 2–0 (Adjudicado) | Al-Merreikh SC          |
| 2003      | No disputada               | No disputada     | No disputada            |
| 2004      | Al-Hilal Club              | 0–0 (3–2 pen.)   | Al-Merreikh SC          |
| 2005      | Al-Merreikh SC             | 0–0 (4–2 pen.)   | Al-Hilal Club           |
| 2006      | Al-Merrikh SC              | 2–0              | Al-Hilal Club           |
| 2007      | Al-Merreikh SC             | 1–0              | Al-Hilal Club           |
| 2008      | Al-Merreikh SC             | 0–0 (2-0 pen.)   | Al-Hilal Club           |
| 2009      | Al-Hilal Club              | 2–1              | Al-Merreikh SC          |
| 2010      | Al-Merrikh SC              | 2–0              | Al-Hilal Club           |
| 2011      | Al-Hilal Club              | 2–0 (Adjudicado) | Al-Merreikh SC          |
| 2012      | Al-Merreikh SC             | 0–0 (3-1 pen.)   | Al-Hilal Club           |
| 2013      | Al-Merreikh SC             | 2–0 (Adjudicado) | Al-Hilal Club           |
| 2014      | Al-Merreikh SC             | 3–1              | Al-Hilal Club           |
| 2015      | Al-Merrikh SC              | 2–0 (Adjudicado) | Al-Hilal Club           |
| 2016      | Al-Hilal Club              | 2–1              | Al-Hilal Al-Ubayyid     |
| 2017      | Al-Ahly Shendi             | 1–1 (4-2 pen.)   | Al-Hilal Club           |
| 2018      | Al-Merreikh SC             | 4–1              | Al-Hilal Al-Ubayyid     |
| 2019–2021 | No disputada               | No disputada     | No disputada            |
| 2022      | Al-Hilal Club              | 0–0 (4-3 pen.)   | Al Ahli Khartoum        |
| 2023–2024 | No disputada               | No disputada     | No disputada            |

## Títulos por club
| Club                   | Campeón | Años campeón |
| ---------------------- | ------- | --- |
| Al Merreikh Omdurmán   | 25      | 1963, 1970, 1971, 1972, 1974, 1983, 1984, 1985, 1986, 1988, 1991, 1992, 1994, 1996, 2001, 2005, 2006, 2007, 2008, 2010, 2012, 2013, 2014, 2015, 2018 |
| Al-Hilal Omdurmán      | 10      | 1977, 1993, 1998, 2000, 2002, 2004, 2009, 2011, 2016, 2022                                                                                           |
| Al-Mourada Omdurmán    | 5       | 1987, 1989, 1995, 1997, 1999 |
| Al Neel Jartum         | 1       | 1978 |
| Hay al-Arab Port Sudan | 1       | 1981 |
| Al-Ahli Wad Medani     | 1       | 1982 |
| Al Ittihad Wad Madani  | 1       | 1990 |
| Al-Ahly                | 1       | 2017 |